# Петровський (Ординський район)
Петровський (рос. Петровский) — селище у Ординському районі Новосибірської області Російської Федерації.
Входить до складу муніципального утворення Петровська сільрада. Населення становить 1251 особа (2010).

## Історія
Згідно із законом від 2 червня 2004 року органом місцевого самоврядування є Петровська сільрада.

## Населення
| 2002 | 2007  | 2010  |
| ---- | ----- | ----- |
| 1390 | ↗1470 | ↘1251 |